# Clase Dunkerque
La clase Dunkerque es una clase de buques de guerra de la Armada francesa puestos en servicio en la década de 1930. Fueron los primeros navíos de línea construidos tras terminar el período de "vacaciones navales" instituido por el Tratado de Washington y prolongado por el primer Tratado naval de Londres. Su concepción refleja las preocupaciones de los ingenieros navales del momento y la búsqueda de una solución equilibrada entre los acorazados fuertemente armados y de pesado blindaje, ateniéndose a la limitación de desplazamiento fijada en 35.000 toneladas, y la demanda de buques más rápidos que superaran a los cruceros pesados y los "acorazados de bolsillo" de la clase Deutschland, manteniendo un desplazamiento sensiblemente inferior a las 35.000 toneladas. Sus características recuerdan a las de los cruceros de batalla, a los que a veces se asimilan.
La clase Dunkerque la constituyen dos navíos, aparentemente muy semejantes, pero la segunda unidad, el Strasbourg, posee un blindaje vertical mejorado.
La continuación de la carrera de armamento naval a partir de 1934 llevará a sustituir la construcción de buques de este tipo por la de acorazados rápidos, utilizando plenamente las posibilidades ofrecidas por el Tratado de Washington en lo relativo al calibre máximo de la artillería principal, y respetando más o menos estrictamente el desplazamiento estándar máximo de 35.000 toneladas.

## Diseño

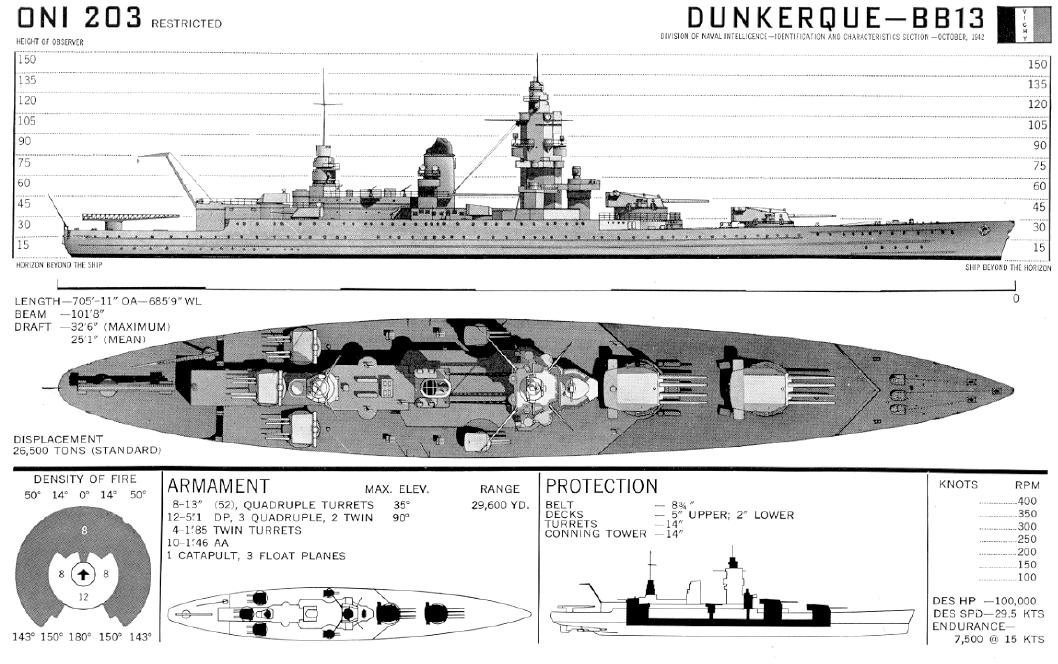
Diagramas del Dunkerque.

El diseño era bastante innovador para su época, sobre todo por el armamento orientado hacia delante, algo que ya sucedía en los buques de la clase Nelson, que tenía tres torretas triples de 40,6 cm, quedando el ángulo de tiro de la número 3, situada más atrás, limitado por las torretas 1 y 2 situadas delante. Los buques de la clase Dunkerque tendrían dos torretas cuádruples, lo que les permitiría disparar hacia delante sin restricciones, permitiéndoles aproximarse al máximo y al mismo tiempo presentar una silueta mínima al fuego enemigo. En el contexto del Tratado de Washington de 1922 que limitaba el desplazamiento de los buques, este montaje tenía además la ventaja de restringir el blindaje a la zona de las torretas, sin perder por ello potencia de fuego. En contrapartida, un solo impacto "afortunado" podría inmovilizar la mitad de la artillería principal del barco.
Este armamento de torretas cuádruples fue característico de los navíos de línea franceses en la inmediata preguerra, y se encuentra en los buques de la clase Richelieu: el Richelieu y el Jean Bart.
El blindaje protector de estos buques era relativamente moderno, recurriendo al principio de "todo o nada", al contrario que los buques de guerra alemanes de esa época. Así, el Strasbourg comparte ese diseño, pero con un blindaje ligeramente mejorado respecto al del Dunkerque. Supuestamente, ese blindaje debía aguantar impactos de los cañones alemanes de 28 cm, pero mostró sus limitaciones en el Dunkerque frente a los obuses de 38,1 cm de la Armada británica en el combate de Mers el Kébir.

Perfil interno del Dunkerque.

Esquema del blindaje del Dunkerque. Los números representan su espesor en milímetros. El blindaje vertical aparece en rojo.

## Buques de la clase
| Nombre del barco | Astillero                 | Puesta de quilla  | Botadura          | Alistamiento    | Destino |
| ---------------- | ------------------------- | ----------------- | ----------------- | --------------- | --- |
| Dunkerque        | Arsenal de Brest          | diciembre de 1932 | octubre de 1935   | mayo de 1937    | Echado a pique el 27 de noviembre de 1942 en Tolón para evitar caer en manos alemanas (Operación Lila), reflotado en 1945, desguazado en 1958 |
| Strasbourg       | Chantiers de l'Atlantique | noviembre de 1934 | diciembre de 1936 | febrero de 1939 | Echado a pique el 27 de noviembre de 1942, reflotado en 1945, desguazado en 1955                                                              |

## Una carrera breve
Su bautismo de fuego tuvo lugar en el combate de Mers el-Kébir el 3 de julio de 1940. Bajo los obuses de los cañones de 381 mm de los buques de la Royal Navy, el Dunkerque resultó dañado y hubo que encallarlo para evitar que se hundiera. Reflotado, se le enviará a Tolón para ser reparado. El Strasbourg, escoltado por cinco torpederos, logró escapar de Mers el-Kébir y llegar a Tolón sin ser dañado. Ambos buques serán autohundidos el 27 de noviembre de 1942 para evitar caer en manos alemanas durante la Operación Lila.